# 耶路撒冷朝圣之路

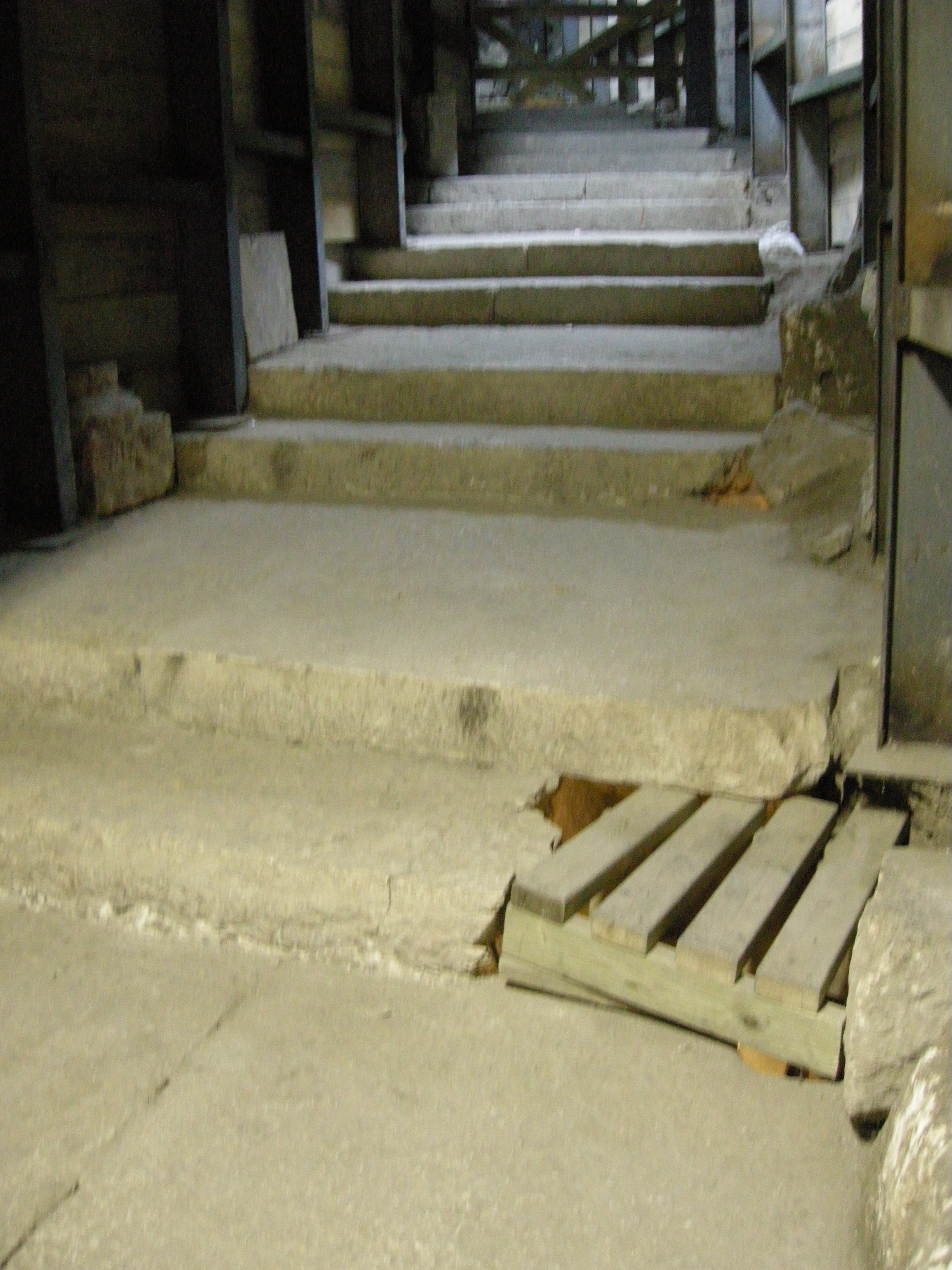
登上圣殿山的道路

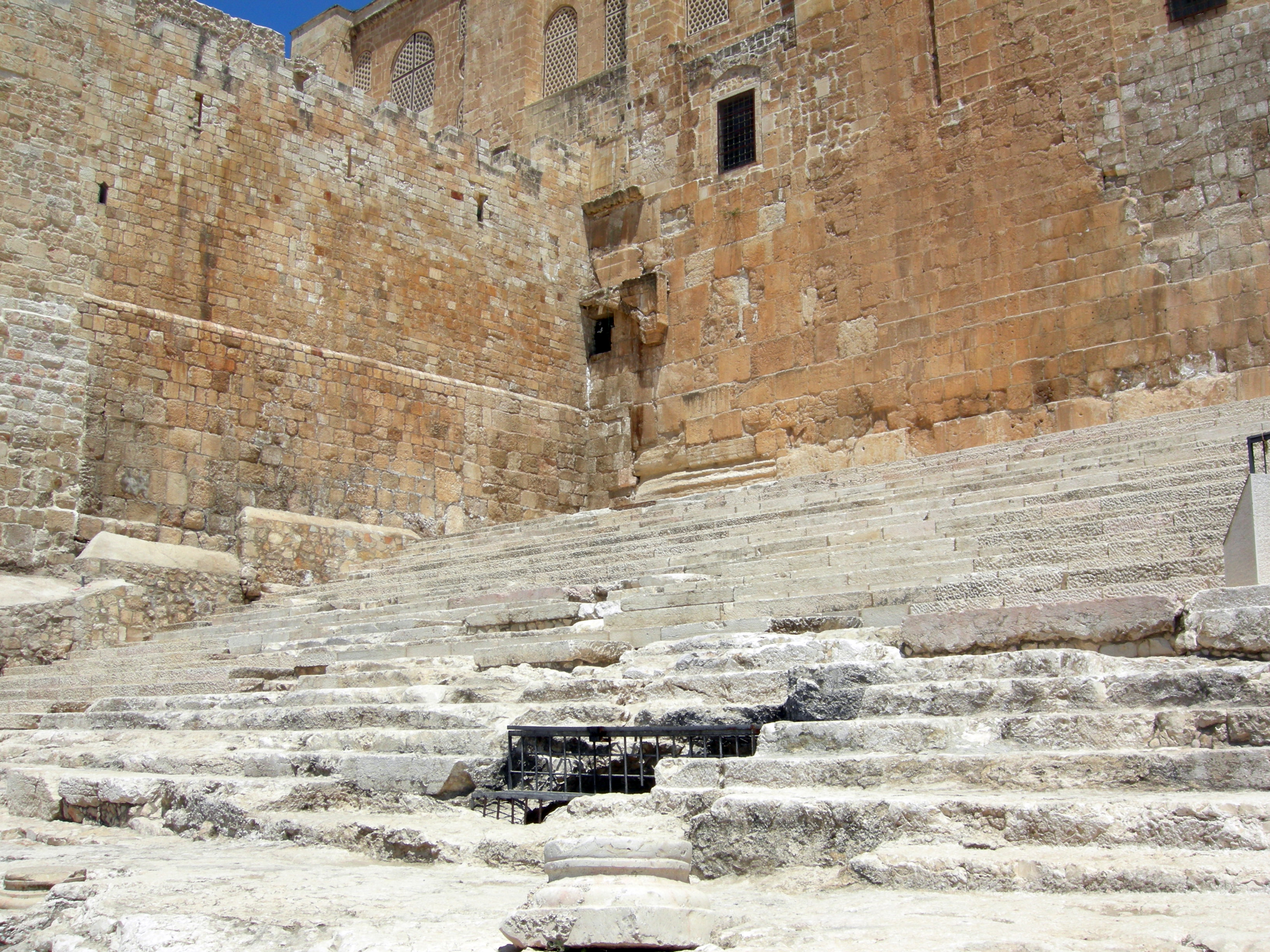
朝圣之路的台阶，圣殿的户勒大门前

耶路撒冷朝圣之路（希伯来语：הגן הארכאולוגי ירושלים）是一条古代道路，用于祭祀仪式，从耶路撒冷老城外的西罗亚池上行，经过南墙上的户勒大门，到圣殿山。

## 历史
这条古道用精心切割的大块石材铺成，每两级台阶后就有一个很长的平台，然后又是两级台阶、 一个平台。这条道路宽8米，从西罗亚池到圣殿山，总长度600米。
这条古道的一段最先由巴勒斯坦探索基金会的弗雷德里克 J.布里斯教授和阿奇博尔德C.迪基发现于1894年-1897年之间。其他部分在1937年（由考古学家琼斯）和1961年至1967年（由凯瑟琳凯尼恩）发现。 